# Paso Socompa
El paso Socompa es un puerto andino que une la Región de Antofagasta en Chile con la provincia argentina de Salta, departamento Los Andes para el tráfico de mercancías por ferrocarril, únicamente. 
No tiene habitantes estables 
El paso Socompa, a 3876 metros de altitud, se encuentra a los pies del volcán Socompa (6.031 metros). Da paso al ramal del Ferrocarril General Belgrano del lado argentino que une la Ciudad de Salta con el gran puerto chileno de Antofagasta sobre el océano Pacífico.
El puerto permite también el paso del lado argentino desde una pista en mal estado que se une a la ruta provincial 27 y por la cual sólo los vehículos todoterreno son recomendados. Del lado chileno, por carretera, la distancia del puerto a Antofagasta es de 306 km.